# Tmesiphorus carinatus
Tmesiphorus carinatus är en skalbaggsart som först beskrevs av Thomas Say 1824.  Tmesiphorus carinatus ingår i släktet Tmesiphorus och familjen kortvingar. Inga underarter finns listade i Catalogue of Life.